# 하기노다이역
하기노다이역(일본어: 萩の台駅)은 일본 나라현 이코마시에 위치한 긴키 닛폰 철도 이코마 선의 철도역이다. 역 번호는 G 21이며, 섬식 승강장 1면 2선의 구조를 갖춘 고가역이다.

## 타는 곳
| 1 | G 이코마 선 | 하행 | 오지 방면                                                          |
| 2 | G 이코마 선 | 상행 | 이코마 · 오사카난바 · 나라 · 교토 · 아마가사키 · 고베산노미야 방면 |

## 이용 현황
- 2005년 11월 8일 : 3,246명
- 2008년 11월 18일 : 3,095명
- 2010년 11월 9일 : 3,113명
- 2012년 11월 13일 : 2,927명
- 2015년 11월 10일 : 2,927명

## 역 주변
- 이코마 하기노다이 우체국

## 인접 역
| 긴키 닛폰 철도 이코마 선     | 긴키 닛폰 철도 이코마 선 | 긴키 닛폰 철도 이코마 선 |
| ---------------------------- | ------------------------ | ------------------------ |
| G20 미나미이코마 이코마 방면 | G 이코마 선              | 히가시야마 G22 오지 방면 |